# Persone di nome Michael/Attori
| Questa pagina contiene informazioni ricavate automaticamente dalle voci biografiche con l'ausilio del template Bio e di un bot. L'aggiornamento è periodico e automatico e ricostruisce completamente la pagina. Se manca una persona in questa lista, sei pregato di non aggiungerla, ma accertati piuttosto che la sua voce biografica contenga il template Bio e che i dati anagrafici siano correttamente compilati. Se il template Bio manca, inseriscilo tu stesso o, in alternativa, metti l'avviso {{tmp\|Bio}} che ne segnala la mancanza. Se i dati riportati sono sbagliati, correggi direttamente la voce biografica; le modifiche saranno visibili in questa lista entro pochi giorni. Per chiarimenti vedi il progetto antroponimi. La lista contiene solo le 298 persone che sono citate nell'enciclopedia e per le quali è stato implementato correttamente il template Bio. Pagina aggiornata al 6 ago 2025. |

Questa è una lista di persone presenti nell'enciclopedia che hanno il nome Michael e sono attori.

## A(8)
- Marc Alaimo, attore statunitense (Milwaukee, n. 1942)
- Michael Ande, attore e doppiatore tedesco (Bad Wiessee, n. 1944)
- Michael Anderson Jr., attore inglese (Hillingdon, n. 1943)
- Michael J. Anderson, attore statunitense (Denver, n. 1953)
- Michael Angarano, attore statunitense (New York, n. 1987)
- Michael Ansara, attore statunitense (Siria, n. 1922 - Calabasas, † 2013)
- Michael Arata, attore e produttore cinematografico statunitense (New Orleans, n. 1966)
- Michael Aronov, attore e drammaturgo uzbeko (Tashkent, n. 1976)

## B(20)
- Michael Bacall, attore e sceneggiatore statunitense (Los Angeles, n. 1973)
- Michael Badalucco, attore statunitense (New York, n. 1954)
- Michael Bailey Smith, attore e stuntman statunitense (Alpena, n. 1957)
- Mike Bailey, attore britannico (Bristol, n. 1988)
- Michael Bates, attore britannico (Jhansi, n. 1920 - Cambridge, † 1978)
- Michael Beach, attore statunitense (Boston, n. 1963)
- Michael Beck, attore statunitense (Memphis, n. 1949)
- Michael Evans Behling, attore statunitense (Columbus, n. 1996)
- Michael Berresse, attore statunitense (Holyoke, n. 1964)
- Michael Berry Jr., attore inglese (Oxford, n. 1964)
- Michael Berryman, attore statunitense (Los Angeles, n. 1948)
- Michael Billington, attore britannico (Blackburn, n. 1941 - Margate, † 2005)
- Michael Boatman, attore statunitense (Colorado Springs, n. 1964)
- Michael Bowen, attore statunitense (Gladewater, n. 1953)
- Michael Brandon, attore statunitense (New York, n. 1945)
- Michael Bryant, attore britannico (Londra, n. 1928 - Londra, † 2002)
- Michael B. Silver, attore statunitense (New York, n. 1967)
- Michael Reilly Burke, attore statunitense (San Anselmo, n. 1964)
- Michael Byrne, attore britannico (Londra, n. 1943)
- Michael Böllner, attore tedesco (Monaco di Baviera, n. 1958)

## C(31)
- Michael Caine, attore britannico (Rotherhithe, n. 1933)
- Michael Callan, attore statunitense (Filadelfia, n. 1935 - Los Angeles, † 2022)
- Michael Caloz, attore e doppiatore canadese (Montréal, n. 1985)
- Michael Carbonaro, attore e illusionista statunitense (Oakdale, n. 1976)
- Michael Cardelle, attore e produttore cinematografico statunitense (n. 1983)
- Michael Carmine, attore statunitense (New York, n. 1959 - New York, † 1989)
- Michael Patrick Carter, attore statunitense (Huntington Beach, n. 1981)
- Michael Cashman, attore e politico britannico (Londra, n. 1950)
- Michael Cassidy, attore statunitense (Portland, n. 1983)
- Michael Caton, attore australiano (Monto, n. 1943)
- Michael Cera, attore canadese (Brampton, n. 1988)
- Michael Cerveris, attore, cantante e chitarrista statunitense (Bethesda, n. 1960)
- Michael Paul Chan, attore statunitense (San Francisco, n. 1950)
- Michael Chapin, attore statunitense (Los Angeles, n. 1936)
- Michael Chaplin, attore statunitense (Santa Monica, n. 1946)
- Michael Chernus, attore statunitense (Rocky River, n. 1977)
- Michael Chiklis, attore e produttore televisivo statunitense (Lowell, n. 1963)
- Michael Cimino, attore statunitense (Las Vegas, n. 1999)
- Michael D. Cohen, attore canadese (Winnipeg, n. 1975)
- Michael Cole, attore statunitense (Madison, n. 1940 - Los Angeles, † 2024)
- Michael Condron, attore britannico (Toronto, n. 1985)
- Michael Biehn, attore statunitense (Anniston, n. 1956)
- Michael Conrad, attore statunitense (New York, n. 1925 - Los Angeles, † 1983)
- Michael Constantine, attore statunitense (Reading, n. 1927 - Reading, † 2021)
- Michael Copon, attore e cantante statunitense (Chesapeake, n. 1982)
- Michael Shannon, attore statunitense (Lexington, n. 1974)
- Michael Craig, attore e sceneggiatore britannico (Pune, n. 1928)
- Michael Craze, attore britannico (Newquay, n. 1942 - Surrey, † 1998)
- Michael Cyril Creighton, attore statunitense (Long Island, n. 1979)
- Michael Cudlitz, attore statunitense (Long Island, n. 1964)
- Michael Currie, attore statunitense (Kingston, n. 1928 - Freeport, † 2009)

## D(18)
- Michael Damian, attore, regista e sceneggiatore statunitense (Bonsall, n. 1962)
- Mike Damus, attore statunitense (n. 1979)
- Michael Dante, attore statunitense (Stamford, n. 1931)
- Michael DeLorenzo, attore statunitense (The Bronx, n. 1959)
- Michael DeLuise, attore statunitense (Los Angeles, n. 1969)
- Michael Degen, attore e scrittore tedesco (Chemnitz, n. 1928 - Amburgo, † 2022)
- Michael Des Barres, attore e cantante britannico (Londra, n. 1948)
- Michael Dietz, attore e produttore televisivo statunitense (Allison Park, n. 1971)
- Michael Dorman, attore neozelandese (Auckland, n. 1981)
- Michael Dorn, attore statunitense (Luling, n. 1952)
- Michael Douglas, attore e produttore cinematografico statunitense (New Brunswick, n. 1944)
- Mike Doyle, attore statunitense (n. 1972)
- Michael Drayer, attore statunitense (Staten Island, n. 1986)
- Michael Dudikoff, attore statunitense (Redondo Beach, n. 1954)
- Michael Clarke Duncan, attore statunitense (Chicago, n. 1957 - Los Angeles, † 2012)
- Michael Dunn, attore e cantante statunitense (Shattuck, n. 1934 - Londra, † 1973)
- Michael Durrell, attore statunitense (Brooklyn, n. 1943)
- Michael Keaton, attore statunitense (Kennedy, n. 1951)

## E(7)
- Michael Ealy, attore statunitense (Silver Spring, n. 1973)
- Michael Eklund, attore canadese (Saskatoon, n. 1973)
- Michael Elphick, attore britannico (Chichester, n. 1946 - Willesden, † 2002)
- Michael Emerson, attore statunitense (Cedar Rapids, n. 1954)
- Michael Ensign, attore statunitense (Safford, n. 1944)
- Michael Esper, attore statunitense (New York, n. 1976)
- Mike Evans, attore statunitense (Salisbury, n. 1949 - Twentynine Palms, † 2006)

## F(10)
- Michael Fairman, attore statunitense (New York, n. 1934)
- Mike Faist, attore statunitense (Gahanna, n. 1992)
- Mike Farrell, attore, produttore cinematografico e attivista statunitense (Saint Paul, n. 1939)
- Michael Fassbender, attore e produttore cinematografico tedesco (Heidelberg, n. 1977)
- Michael Faustino, attore statunitense (Los Angeles, n. 1979)
- Michael Fishman, attore statunitense (Long Beach, n. 1981)
- Michael Flanders, attore, giornalista e scrittore britannico (Londra, n. 1922 - Betws-y-Coed, † 1975)
- Michael Forest, attore e doppiatore statunitense (Harvey, n. 1929)
- Michael J. Fox, attore, produttore cinematografico e attivista canadese (Edmonton, n. 1961)
- Michael Fox, attore statunitense (Yonkers, n. 1921 - Woodland Hills, † 1996)

## G(22)
- Robert Blake, attore statunitense (Nutley, n. 1933 - Los Angeles, † 2023)
- Michael Gahr, attore e doppiatore tedesco (Berlino, n. 1939 - † 2010)
- M. C. Gainey, attore statunitense (Jackson, n. 1948)
- Michael Galeota, attore statunitense (Smithtown, n. 1984 - Glendale, † 2016)
- Michael Gambon, attore irlandese (Dublino, n. 1940 - Witham, † 2023)
- Michael Gandolfini, attore statunitense (New York, n. 1999)
- Michael Gaston, attore statunitense (Walnut Creek, n. 1962)
- Michael V. Gazzo, attore, drammaturgo e sceneggiatore statunitense (Hillside, n. 1923 - Los Angeles, † 1995)
- Michael Gilden, attore statunitense (Los Angeles, n. 1962 - Los Angeles, † 2006)
- Michael Gladis, attore statunitense (Houston, n. 1977)
- Michael Glauser, attore statunitense (St. George)
- Michael A. Goorjian, attore e regista statunitense (San Francisco, n. 1971)
- Michael Gothard, attore britannico (Londra, n. 1939 - Hampstead, † 1992)
- Michael Gould, attore britannico (Ealing, n. 1961)
- Michael Grant Terry, attore statunitense (Filadelfia, n. 1983)
- Michael Grant, attore e modello statunitense (Kingsport, n. 1995)
- Michael Graziadei, attore statunitense (Germania, n. 1979)
- Max Grodénchik, attore statunitense (New York, n. 1952)
- Michael Gross, attore statunitense (Chicago, n. 1947)
- Michael Gruber, attore, cantante e ballerino statunitense (Cincinnati, n. 1964)
- Michael Guido, attore statunitense (Woodside, n. 1950)
- Michael Gwisdek, attore e regista tedesco (Berlino, n. 1942 - Berlino, † 2020)

## H(17)
- Michael Habeck, attore, doppiatore e regista teatrale tedesco (Bad Grönenbach, n. 1944 - Monaco di Baviera, † 2011)
- Michael Haley, attore statunitense (Pittsfield, n. 1942)
- Michael C. Hall, attore statunitense (Raleigh, n. 1971)
- Michael Harney, attore statunitense (New York, n. 1956)
- Michael Hayden, attore e cantante statunitense (St. Louis, n. 1963)
- Michael Herbig, attore, regista e comico tedesco (Monaco di Baviera, n. 1968)
- Michael Higgins, attore statunitense (Brooklyn, n. 1920 - New York City, † 2008)
- Michael Higgs, attore britannico (Birmingham, n. 1962)
- Michael Hinz, attore tedesco (Berlino, n. 1939 - Monaco di Baviera, † 2008)
- Michael Hitchcock, attore e produttore televisivo statunitense (Defiance, n. 1958)
- Michael Hogan, attore canadese (Kirkland Lake, n. 1949)
- Michael Hollick, attore statunitense (Brooklyn, n. 1973)
- Michael Hordern, attore britannico (Berkhamsted, n. 1911 - Oxford, † 1995)
- Michael Horse, attore statunitense (Los Angeles, n. 1949)
- Michael Horton, attore statunitense (n. 1952)
- Michael Conner Humphreys, attore e militare statunitense (Independence, n. 1985)
- Michael Hurst, attore e regista neozelandese (Lancashire, n. 1957)

## I(2)
- Michael Irby, attore statunitense (Palm Springs, n. 1972)
- Michael Ironside, attore e doppiatore canadese (Toronto, n. 1950)

## J(5)
- Michael Jace, attore statunitense (Paterson, n. 1962)
- Michael Jayston, attore britannico (Nottingham, n. 1935 - Hove, † 2024)
- Michael Jibson, attore britannico (Kingston upon Hull, n. 1980)
- Michael Johnston, attore statunitense (Carolina del Nord, n. 1996)
- Michael B. Jordan, attore, regista e produttore cinematografico statunitense (Santa Ana, n. 1987)

## K(8)
- Michael Kelly, attore statunitense (Filadelfia, n. 1969)
- Michael Kessler, attore, comico e scrittore tedesco (Wiesbaden, n. 1967)
- Michael Kind, attore tedesco (Halle an der Saale, n. 1953)
- Michael Kitchen, attore britannico (Leicester, n. 1948)
- Michael E. Knight, attore statunitense (Princeton, n. 1959)
- Michael Kopsa, attore e doppiatore canadese (Toronto, n. 1956 - Vancouver, † 2022)
- Michael Kostroff, attore statunitense (New York, n. 1961)
- Michael Eric Kramer, attore e modello statunitense (n. 1962)

## L(7)
- Michael Landes, attore statunitense (New York, n. 1972)
- Michael Landon Jr., attore, regista e sceneggiatore statunitense (Encino, n. 1964)
- Michael Landon, attore, regista e produttore televisivo statunitense (New York, n. 1936 - Malibù, † 1991)
- Mike Lane, attore e wrestler statunitense (Washington, n. 1933 - Palmdale, † 2015)
- Michael Laskin, attore e insegnante statunitense (Duluth, n. 1951)
- Michael Lerner, attore statunitense (New York, n. 1941 - Burbank, † 2023)
- Michael Lonsdale, attore e pittore francese (Parigi, n. 1931 - Parigi, † 2020)

## M(33)
- Michael Arden, attore, cantante e regista teatrale statunitense (Midland, n. 1982)
- Michael Madsen, attore statunitense (Chicago, n. 1957 - Malibù, † 2025)
- Michael Maguire, attore statunitense (Newport News, n. 1955)
- Michael Malarkey, attore e compositore statunitense (Beirut, n. 1983)
- Michael Maloney, attore britannico (Bury St Edmunds, n. 1957)
- Michael Manasseri, attore, produttore cinematografico e regista statunitense (Poughkeepsie, n. 1974)
- Michael Mando, attore canadese (Québec, n. 1981)
- Mike Manning, attore, produttore cinematografico e personaggio televisivo statunitense (Fort Lauderdale, n. 1987)
- Michael C. Maronna, attore statunitense (Brooklyn, n. 1977)
- Michael Massee, attore statunitense (Kansas City, n. 1952 - Los Angeles, † 2016)
- Michael McCarthy, attore e cantante irlandese (Turners Cross, n. 1966)
- Michael McCarty, attore statunitense (Evansville, n. 1946 - Santa Barbara, † 2014)
- Michael McCleery, attore statunitense (Chicago, n. 1959)
- Michael McDonald, attore, comico e regista statunitense (Fullerton, n. 1964)
- Michael McElhatton, attore e sceneggiatore irlandese (Terenure, n. 1963)
- Michael McElroy, attore e cantante statunitense (Shaker Heights, n. 1967)
- Mike McGlone, attore, cantautore e scrittore statunitense (White Plains, n. 1972)
- Michael McGrady, attore statunitense (Federal Way, n. 1960)
- Michael McGrath, attore e cantante statunitense (Worcester, n. 1957 - Bloomfield, † 2023)
- Michael McKean, attore e musicista statunitense (New York, n. 1947)
- Michael McMillian, attore statunitense (Olathe, n. 1978)
- Michael McShane, attore, cantante e doppiatore statunitense (Boston, n. 1955)
- Michael Mealor, attore e modello statunitense (Atlanta, n. 1992)
- Michael Medwin, attore e produttore cinematografico britannico (Londra, n. 1923 - Bournemouth, † 2020)
- Michael Mendl, attore tedesco (Lünen, n. 1944)
- Michael Mitchell, attore statunitense (Colleyville, n. 1983)
- Michael P. Moran, attore e drammaturgo statunitense (Yuba City, n. 1944 - New York, † 2004)
- Michael Moriarty, attore statunitense (Detroit, n. 1941)
- Michael Mosley, attore statunitense (Iowa City, n. 1978)
- Michael Muhney, attore statunitense (Chicago, n. 1975)
- Michael Murphy, attore statunitense (Los Angeles, n. 1938)
- Mike Myers, attore, comico e sceneggiatore canadese (Scarborough, n. 1963)
- Michael Weatherly, attore statunitense (New York, n. 1968)

## N(5)
- Michael Nardelli, attore statunitense (Cleveland, n. 1983)
- Michael Newman, attore statunitense (San Francisco, n. 1957 - Los Angeles, † 2024)
- Sahr Ngaujah, attore e regista teatrale statunitense (Atlanta, n. 1977)
- Mike Norris, attore, produttore cinematografico e sceneggiatore statunitense (Redondo Beach, n. 1962)
- Michael Nouri, attore statunitense (Washington, n. 1945)

## O(8)
- Michael O'Keefe, attore statunitense (Mount Vernon, n. 1955)
- Michael O'Leary, attore televisivo statunitense (Saint Paul, n. 1958)
- Mike O'Malley, attore, sceneggiatore e produttore televisivo statunitense (Boston, n. 1966)
- Michael O'Neill, attore statunitense (Montgomery, n. 1951)
- Michael O'Shea, attore statunitense (Hartford, n. 1906 - Dallas, † 1973)
- Michael Obiora, attore e sceneggiatore britannico (Camden, n. 1986)
- Michael Oliver, attore statunitense (Los Angeles, n. 1981)
- Michael Ontkean, attore canadese (Vancouver, n. 1946)

## P(16)
- Michael Palin, attore, comico e scrittore britannico (Sheffield, n. 1943)
- Michael Pan, attore, doppiatore e conduttore radiofonico tedesco (Madrid, n. 1952)
- Michael Papajohn, attore e stuntman statunitense (Birmingham, n. 1964)
- Michael Park, attore statunitense (Canandaigua, n. 1968)
- Michael Parks, attore e cantante statunitense (Corona, n. 1940 - Los Angeles, † 2017)
- Michael Paré, attore statunitense (New York, n. 1958)
- Michael Pataki, attore statunitense (Youngstown, n. 1938 - North Hollywood, † 2010)
- Michael Pate, attore e regista australiano (Drummoyne, n. 1920 - Gosford, † 2008)
- Michael Pennington, attore, regista teatrale e scrittore britannico (Cambridge, n. 1943)
- Michael Peña, attore statunitense (Chicago, n. 1976)
- Michael Pitt, attore e musicista statunitense (West Orange, n. 1981)
- Mike Pniewski, attore statunitense (Los Angeles, n. 1961)
- Michael J. Pollard, attore statunitense (Passaic, n. 1939 - Los Angeles, † 2019)
- Michael Potts, attore e cantante statunitense (New York, n. 1962)
- Michael Provost, attore statunitense (Atlanta, n. 1998)
- Johnny Vegas, attore e comico britannico (St Helens, n. 1970)

## R(17)
- Michael Rady, attore statunitense (Filadelfia, n. 1981)
- Michael Rapaport, attore e comico statunitense (New York, n. 1970)
- Michael Raymond-James, attore statunitense (Detroit, n. 1977)
- Michael Redgrave, attore britannico (Bristol, n. 1908 - Denham, † 1985)
- Michael Reid McKay, attore statunitense (New London, n. 1953)
- Michael Eric Reid, attore statunitense (New York, n. 1992)
- Michael Richards, attore e produttore televisivo statunitense (Culver City, n. 1949)
- Michael Riley, attore canadese (London, n. 1962)
- Michael Rispoli, attore statunitense (Tappan, n. 1960)
- Michael Roberds, attore canadese (Vancouver, n. 1964 - Langley, † 2016)
- Michael D. Roberts, attore statunitense (Brooklyn, n. 1947)
- Michael Rogers, attore canadese (Victoria, n. 1964)
- Michael Ronda, attore e cantante messicano (Città del Messico, n. 1996)
- Michael Rooker, attore statunitense (Jasper, n. 1955)
- Michael Hsu Rosen, attore statunitense (New York, n. 1992)
- Michael Rosenbaum, attore statunitense (Oceanside, n. 1972)
- Michael Rupert, attore e cantante statunitense (Denver, n. 1951)

## S(27)
- Michael Crawford, attore e cantante britannico (Salisbury, n. 1942)
- Michael Sarne, attore inglese (Londra, n. 1940)
- Michael Sarrazin, attore canadese (Québec City, n. 1940 - Montréal, † 2011)
- Michael Sart, attore francese (Parigi)
- Michael Schermi, attore italiano (Roma, n. 1984)
- Michael Schoeffling, attore e ex modello statunitense (Wilkes-Barre, n. 1960)
- Michael Schwarzmaier, attore e doppiatore tedesco (Francoforte sul Meno, n. 1940)
- Michael Seater, attore canadese (Toronto, n. 1987)
- Michael Serrecchia, attore, ballerino e cantante statunitense (New York)
- Michael Shanks, attore canadese (Vancouver, n. 1970)
- Michael James Shaw, attore e scrittore statunitense (New York, n. 1986)
- Michael Shawn Lewis, attore e cantante statunitense (Riverside, n. 1971)
- Michael Sheen, attore britannico (Newport, n. 1969)
- Michael D. Moore, attore e regista statunitense (Victoria, n. 1914 - Malibù, † 2013)
- Michael Sinelnikoff, attore britannico (Londra, n. 1928 - Montréal, † 2024)
- Michael Smiley, attore e comico britannico (Belfast, n. 1963)
- Michael Socha, attore britannico (Derby, n. 1987)
- Michael Sorvino, attore e doppiatore statunitense (Tenafly, n. 1977)
- Michael Spound, attore statunitense (Los Angeles, n. 1957)
- Michael Stahl-David, attore statunitense (Chicago, n. 1982)
- Michael Staniforth, attore e cantante inglese (Birmingham, n. 1952 - † 1987)
- Mike Starr, attore statunitense (New York, n. 1950)
- Michael Steger, attore statunitense (Los Angeles, n. 1980)
- Michael Stephenson, attore, regista e sceneggiatore statunitense (Galveston, n. 1978)
- Michael Strong, attore, produttore cinematografico e produttore televisivo statunitense (New York, n. 1918 - Los Angeles, † 1980)
- Michael Stuhlbarg, attore statunitense (Long Beach, n. 1968)
- Michael Swan, attore statunitense (San Jose, n. 1948)

## T(6)
- Michael Talbott, attore statunitense (Waverly, n. 1955)
- Michael Tor, attore, doppiatore e baritono statunitense (Chicago, n. 1917 - Milano, † 2009)
- Michael Trevino, attore statunitense (Montebello, n. 1985)
- Michael Tucci, attore statunitense (New York, n. 1946)
- Michael Tucker, attore statunitense (Baltimora, n. 1945)
- Michael Tylo, attore televisivo statunitense (Detroit, n. 1948 - Henderson, † 2021)

## U(1)
- Michael Urie, attore statunitense (Dallas, n. 1980)

## V(3)
- Michael Varde, attore statunitense
- Michael Vartan, attore francese (Boulogne-Billancourt, n. 1968)
- Mike Vogel, attore statunitense (Abington, n. 1979)

## W(22)
- M. Emmet Walsh, attore statunitense (Ogdensburg, n. 1935 - St. Albans, † 2024)
- Barry Watson, attore statunitense (Traverse City, n. 1974)
- Mike Weinberg, attore statunitense (Los Angeles, n. 1993)
- Michael T. Weiss, attore statunitense (Chicago, n. 1962)
- Michael Welch, attore statunitense (Los Angeles, n. 1987)
- Michael Weston, attore statunitense (New York, n. 1973)
- Michael Jai White, attore e artista marziale statunitense (Bridgeport, n. 1967)
- Mike White, attore, sceneggiatore e regista statunitense (Pasadena, n. 1970)
- Michael Wilding, attore britannico (Leigh-on-Sea, n. 1912 - Chichester, † 1979)
- Michael Shamus Wiles, attore statunitense (Everett, n. 1955)
- Michael J. Willett, attore e musicista statunitense (n. 1989)
- Michael C. Williams, attore, regista teatrale e insegnante statunitense (New York, n. 1973)
- Michael Kenneth Williams, attore statunitense (New York, n. 1966 - New York, † 2021)
- Michael Williams, attore britannico (Liverpool, n. 1935 - Hampstead, † 2001)
- Michael Wincott, attore canadese (Toronto, n. 1958)
- Michael Winslow, attore e showman statunitense (Spokane, n. 1958)
- Michael Winters, attore statunitense (Hartford, n. 1945)
- Michael Wiseman, attore statunitense (Northern California, n. 1967)
- Michael Wisher, attore britannico (Londra, n. 1935 - Dacorum, † 1995)
- Michael Wong, attore statunitense (Albany, n. 1965)
- Michael Worth, attore statunitense (Filadelfia, n. 1965)
- Michael Wright, attore e doppiatore statunitense (New York, n. 1956)

## X(1)
- Michael Xavier, attore e cantante britannico (Liverpool, n. 1977)

## Y(2)
- Michael Yarmush, attore e doppiatore canadese (Miami, n. 1982)
- Michael York, attore inglese (Fulmer, n. 1942)

## Z(2)
- Michael Zaslow, attore statunitense (Inglewood, n. 1942 - New York, † 1998)
- Michael Zegen, attore statunitense (Ridgewood, n. 1979)